# Jaimy Brute
Jaimy Brute (15 april 1999) is een Nederlands voetballer die als middenvelder voor SVV Scheveningen speelt.

## Carrière
Jaimy Brute speelde in de jeugd van VELO, Haaglandia en Sparta Rotterdam. In 2016 sloot hij aan bij de eerste selectie van Sparta, maar kwam het hele seizoen niet in actie. Wel speelt hij sinds 2016 voor Jong Sparta in de Tweede divisie, waar hij één doelpunt scoorde. Brute debuteerde voor het eerste elftal van Sparta op 7 september 2018, in de met 2-0 gewonnen thuiswedstrijd in de Eerste divisie tegen FC Eindhoven. Hij kwam in de 75e minuut in het veld voor Gregor Breinburg. Dit bleef zijn enige optreden in het eerste elftal en in januari 2020 verliet hij Sparta. Hierna speelde hij voor het Zweedse KSF Prespa Birlik en het Griekse Anagennisi Ierapetras. Na deze twee buitenlandse clubs keerde hij in 2022 terug naar Nederland, waar hij voor SVV Scheveningen ging spelen.

### Statistieken

#### Beloften
| Seizoen                    | Club                  | Land           | Competitie     | Competitie | Competitie | Beker | Beker | Totaal | Totaal |
| Seizoen                    | Club                  | Land           | Competitie     | Wed.       | Dlp.       | Wed.  | Dlp.  | Wed.   | Dlp.   |
| -------------------------- | --------------------- | -------------- | -------------- | ---------- | ---------- | ----- | ----- | ------ | ------ |
| 2016/17                    | Jong Sparta Rotterdam | Nederland      | Tweede divisie | 20         | 1          | –     | –     | 20     | 1      |
| 2017/18                    | Jong Sparta Rotterdam | Nederland      | Tweede divisie | 13         | 0          | –     | –     | 13     | 0      |
| 2018/19                    | Jong Sparta Rotterdam | Nederland      | Tweede divisie | 25         | 1          | –     | –     | 25     | 1      |
| 2019/20                    | Jong Sparta Rotterdam | Nederland      | Tweede divisie | 9          | 0          | –     | –     | 9      | 0      |
| Carrièretotaal             | Carrièretotaal        | Carrièretotaal | Carrièretotaal | 67         | 2          | 0     | 0     | 67     | 2      |
| Bijgewerkt op 12 juni 2023 |                       |                |                |            |            |       |       |        |        |

#### Senioren
| Seizoen                    | Club             | Land            | Competitie      | Competitie | Competitie | Beker | Beker | Totaal | Totaal |
| Seizoen                    | Club             | Land            | Competitie      | Wed.       | Dlp.       | Wed.  | Dlp.  | Wed.   | Dlp.   |
| -------------------------- | ---------------- | --------------- | --------------- | ---------- | ---------- | ----- | ----- | ------ | ------ |
| 2016/17                    | Sparta Rotterdam | Nederland       | Eredivisie      | 0          | 0          | 0     | 0     | 0      | 0      |
| 2018/19                    | Sparta Rotterdam | Nederland       | Eerste divisie  | 1          | 0          | 0     | 0     | 1      | 0      |
| 2022/23                    | SVV Scheveningen | Nederland       | Tweede divisie  | 17         | 0          | 1     | 0     | 18     | 0      |
| Totaal senioren            | Totaal senioren  | Totaal senioren | Totaal senioren | 18         | 0          | 1     | 0     | 19     | 0      |
| Carrièretotaal             | Carrièretotaal   | Carrièretotaal  | Carrièretotaal  | 85         | 2          | 1     | 0     | 86     | 2      |
| Bijgewerkt op 12 juni 2023 |                  |                 |                 |            |            |       |       |        |        |